# Tresontché

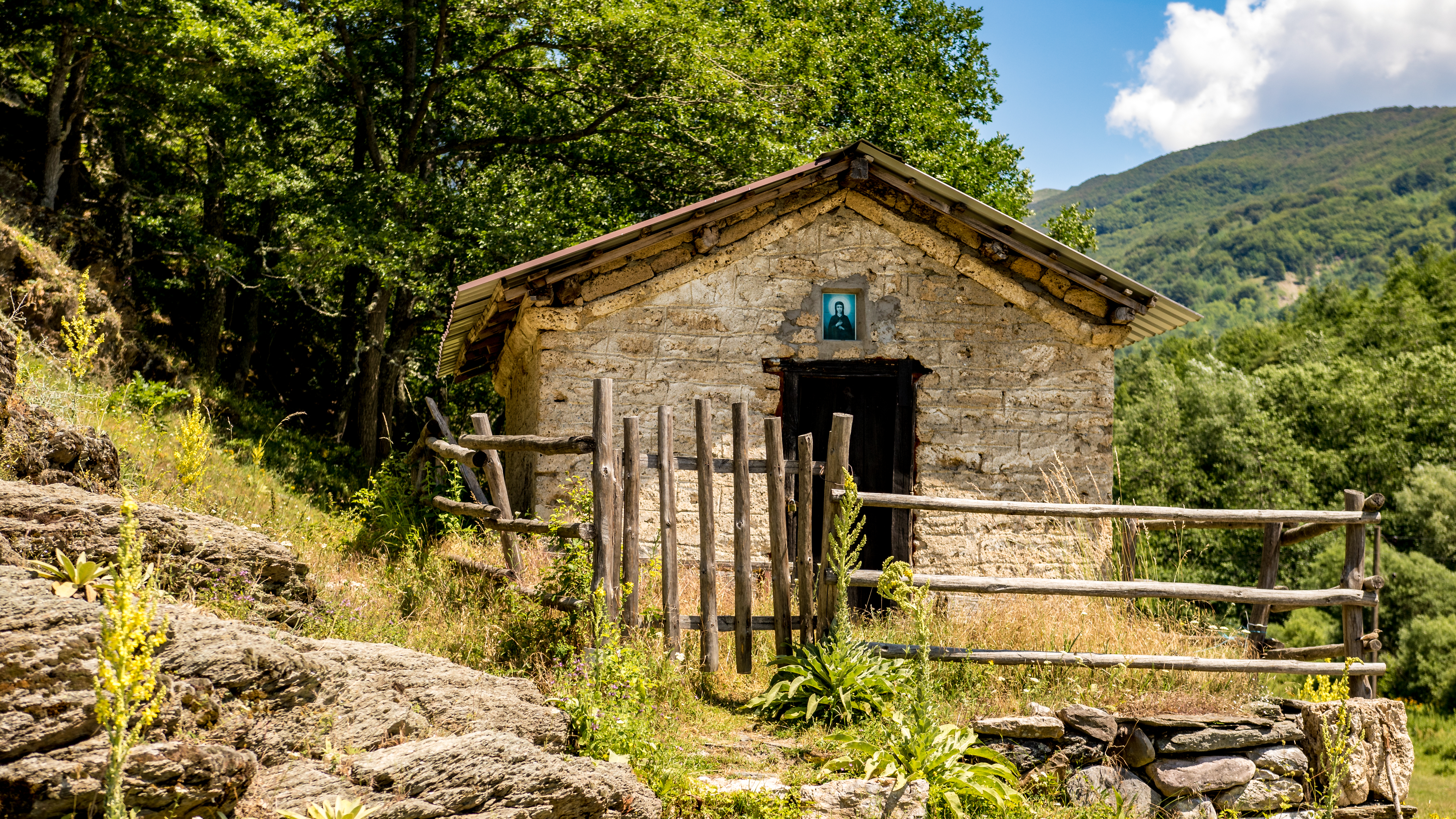
Église saint Petka à Tresontché. Juillet 2015.

Tresontché (en macédonien Тресонче) est un village de l'ouest de la Macédoine du Nord, situé dans la municipalité de Mavrovo et Rostoucha. Le village comptait 8 habitants en 2002.

## Démographie
Lors du recensement de 2002, le village comptait :
- Macédoniens : 8